# Buis-sur-Damville
Buis-sur-Damville är en kommun i departementet Eure i regionen Normandie i norra Frankrike. Kommunen ligger i kantonen Damville som tillhör arrondissementet Évreux. År 2018 hade Buis-sur-Damville 1 003 invånare.

## Befolkningsutveckling
Antalet invånare i kommunen Buis-sur-Damville
Referens:INSEE